# Már Atlason
Már Atlason (n. 905) fue un vikingo y bóndi de Reykhólar, Austur-Barðastrandarsysla en Islandia. Era hijo de Atli Úlfsson. Már es un personaje de la saga de Grettir, y citado en la saga de Njál. Se casó con Þorkatla Hergilsdóttir (n. 907) y de esa relación nació Ari Masson.